# Anii 2070
Anii 2070 reprezintă un deceniu care va începe la 1 ianuarie 2070 și se va încheia la 31 decembrie 2079.

## Evenimente

### 2070

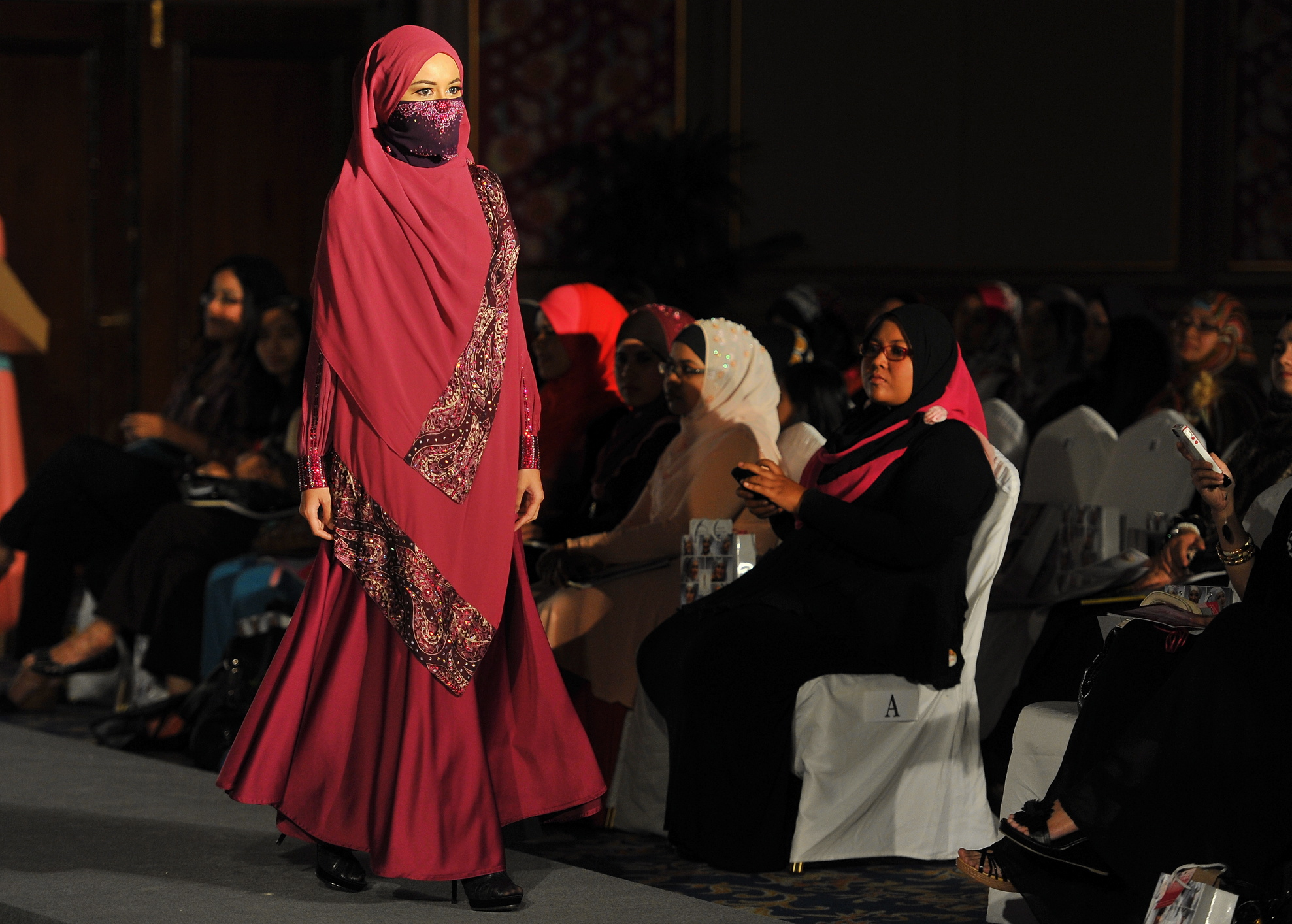
Prezentare vestimentară islamică modernă

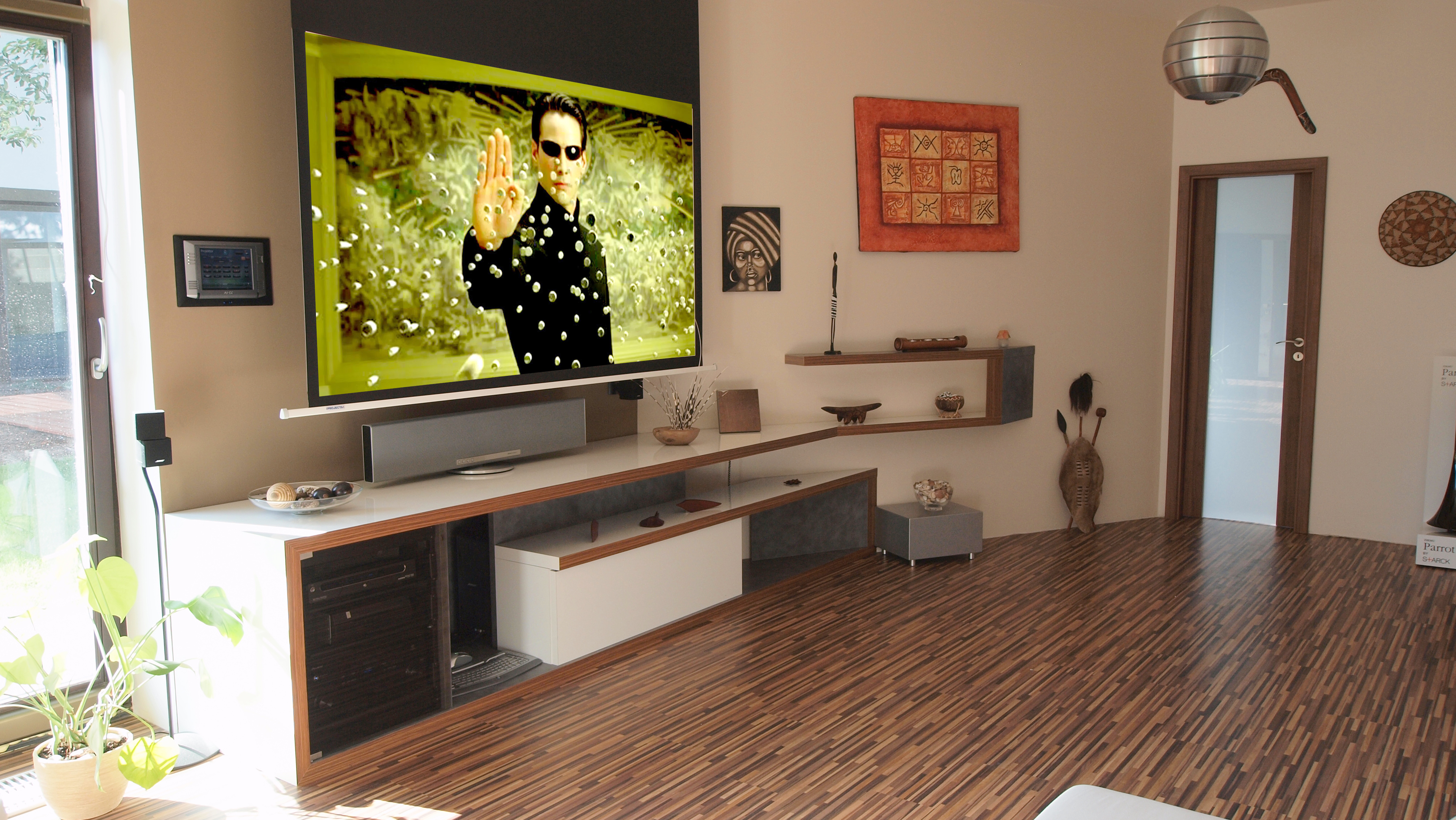
Casă automatizată

- februarie: Mesajul "Teen Age", un mesaj activ SETI trimis în 2001 de  Radarul Planetar Eupatoria, ajunge la destinație, la steaua HD 197076.
- Islamul va deveni religia dominantă la nivel global. Numai 33,8% din populația globală va rămâne creștină, în vreme ce 34,9% va fi islamică.
- Se estimează că temperatura medie globală va crește cu 4 grade.
- Tehnologia fuziunii nucleare va fi aplicată la scară mare.
- Locuințele vor fi automatizate în toate marile așezări urbane.
- În urma tratamentelor, rata deceselor datorate cancerului va scădea.  [1][este de încredere?]

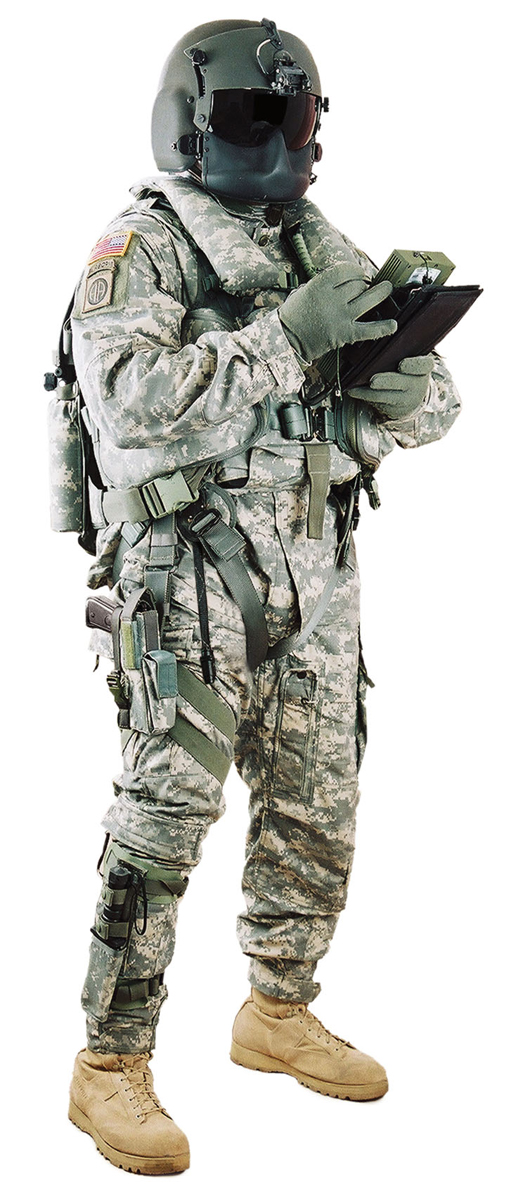
Soldat al viitorului cu nano-costum

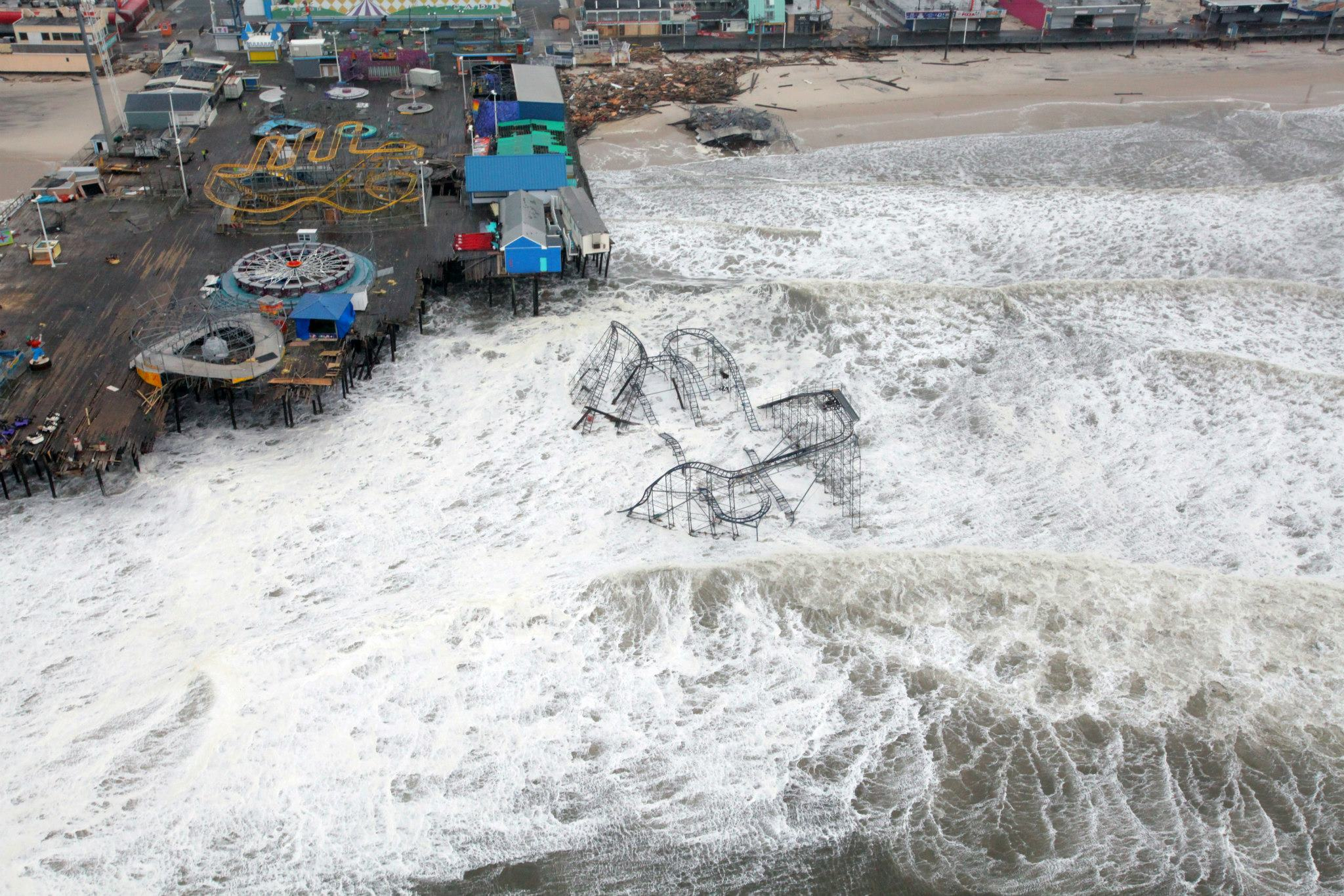
New Jersey inundat în urma uraganului Sandy în 2012- specialiștii climatici se așteaptă ca astfel de evenimente sa fie tot mai dese în viitor

### 2072
- Moda nano-costumelor ia amploare.

### 2073
- 3 mai: Asteroidul 2006 JY26 are o șansă de 1 la 71 ca să se prăbușească asupra Pământului.
- Numărul trilionarilor în dolari va crește la 10.

### 2074
- 22 februarie: Asteroidul 2 Pallas se va apropia de Pământ la 1.233 UA.

### 2075

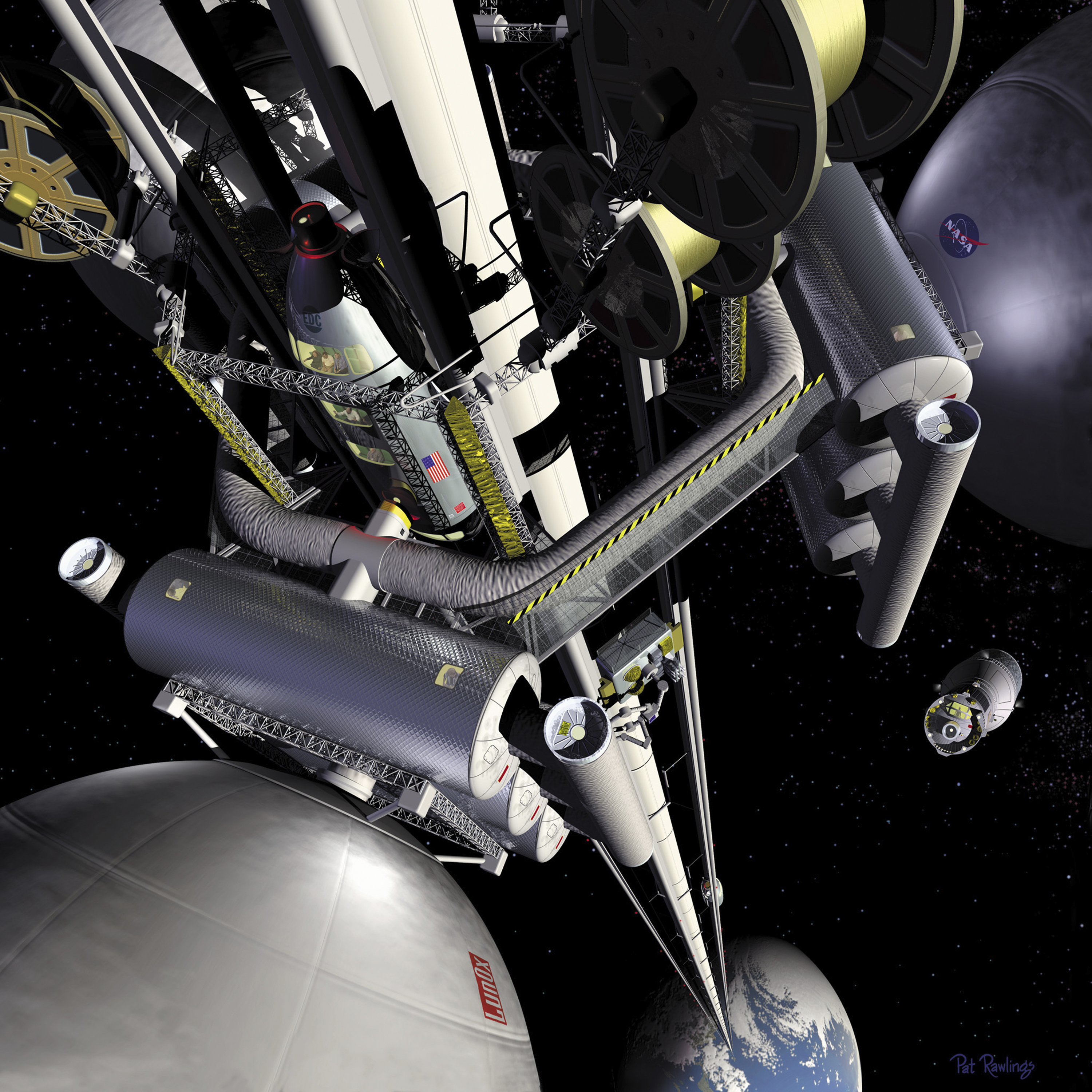
Lift spațial

- Se așteaptă ca gaura provocată în stratul de ozon asupra Antarcticii în 1988 să dispară. [2]
- Primul lift spațial va deveni operațional.
- Specii de păsări din America de Nord vor fi pe cale de dispariție.

### 2076
- 31 mai: Planetoidul 90377 Sedna este de așteptat să ajungă la perihelionul său, punctul său cel mai apropiat de Soare. Este de așteptat să ajungă la o distanță de 76 UA sau la 76 de ori distanța medie Pământul față de Soare. Sedna are o orbită foarte eliptică, astfel este dificil de localizat; la aphelion, ajunge la o distanță de aproximativ 942 UA. O sondă va fi trimisă pentru a o studia din apropiere.

### 2079
- 1 mai: O eclipsă totală de soare este prevăzută pentru New York City în Statele Unite, precum și pentru Nova Scoția în Canada.[3]
- 6 iunie: Câmpurile de timp de mici dimensiuni din bazele de date SQL Server se vor încheia și se vor reîntoarce la 1 ianuarie 1900.
- 11 august: Mercur va retroga Marte pentru prima dată din anul 578.

## Evenimente ficționale din cultura populară

### Filme
- Oblivion. Planeta uitată
- Equilibrium (film)

### Jocuri
- Cyberpunk 2077
- Anno 2070

## Referinte
1. ↑  https://www.futuretimeline.net/21stcentury/2070-2079.htm
2. ↑  „Ozone hole smaller in 2009 than 2008: WMO”. Physorg.
3. ↑  „NASA - Total Solar Eclipse of 2079 May 01”. nasa.gov.